# Carlo Paalam
Carlo Paalam (Talakag, 16 de julho de 1998) é um boxeador filipino, medalhista olímpico.

## Carreira
Paalam se juntou à equipe nacional das Filipinas em 2013 e começou a competir em nível internacional. Ele conquistou a medalha de prata nos Jogos Olímpicos de Verão de 2020 em Tóquio, após confronto na final contra o britânico Galal Yafai na categoria peso mosca.